# 高山耳蕨
高山耳蕨（学名：Polystichum otophorum）为鳞毛蕨科耳蕨属下的一个种。

## 扩展阅读
- 維基物種上的相關：高山耳蕨